# Nikolaus de Liechtenstein (2000)
Pour les articles homonymes, voir Nikolaus de Liechtenstein (homonymie).
Le prince Nikolaus de Liechtenstein, comte de Rietberg (né le 6 décembre 2000), à Grabs (Suisse), est le quatrième et dernier enfant du prince héréditaire Alois de Liechtenstein et de Sophie de Bavière.
Le prince Nikolaus de Liechtenstein, étudie à ESADE business school à Sant Cugat del Vallès, en Espagne. Il effectue un bachelor en business administration depuis septembre 2020.

## Biographie
Nikolaus Sebastian Alexander Maria von und zu Liechtenstein fait partie d'une fratrie de quatre enfants portant la qualification d'altesse sérénissime :
- le prince Joseph Wenzel Maximilian Maria (né à Londres le 24 mai 1995[1]) ;
- la princesse Marie Caroline Elisabeth Immaculata (née à Grabs le 17 octobre 1996[1]) ;
- le prince Georg Antonius Constantin Maria (né à Grabs le 20 avril 1999[1]).

De par les droits ancestraux dont bénéficie sa mère, la princesse Sophie de Bavière, il est l'héritier en cinquième place dans l'ordre de succession jacobite au trône d'Angleterre et d'Écosse.

## Titulature
- depuis le 6 décembre 2000 : Son Altesse Sérénissime le prince Nikolaus de Liechtenstein, comte de Rietberg